# Reichskonkordat
Il Reichskonkordat è il concordato tra la Santa Sede e il Reich tedesco. L'autore materiale fu Eugenio Pacelli, futuro papa Pio XII, e da Franz von Papen, per conto rispettivamente di papa Pio XI e del presidente tedesco Paul von Hindenburg. Firmato il 20 luglio 1933, il concordato è tuttora valido.

## Storia
Le regioni tedesche di Baviera, Renania e Vestfalia erano prevalentemente cattoliche e la Chiesa godette di un certo grado di privilegi in queste. La aree settentrionali e orientali della Germania erano invece profondamente protestanti e i cattolici vi soffrirono alcune discriminazioni. Alla fine del XIX secolo, il Kulturkampf di Otto von Bismarck fu un tentativo di limitare i poteri e i privilegi delle istituzioni cattoliche nell'Impero tedesco. In questo clima la Chiesa cercò un concordato che potesse garantire la sua libertà.
La rivoluzione del 1918 e la costituzione di Weimar del 1919 avevano riformato profondamente le relazioni tra Stato e Chiesa. Tuttavia la Santa Sede, rappresentata nella Repubblica di Weimar dal nunzio apostolico Eugenio Pacelli, futuro papa Pio XII, fece alcuni tentativi senza successo per ottenere accordi con il governo tedesco, e tra il 1930 e il 1933 egli cercò di iniziare i negoziati con i rappresentanti degli esecutivi che si succedettero. Nel febbraio del 1930 Pacelli diventò Segretario di Stato vaticano e in questa posizione continuò il lavoro verso l'obiettivo del concordato.
A livello dei singoli Stati tedeschi, il concordato fu raggiunto con la Baviera (1924), Prussia (1929) e Baden (1932). A livello nazionale, comunque, i negoziati fallirono per diverse ragioni: la fragilità del governo di Weimar e l'opposizione da parte di deputati socialisti e protestanti nel Reichstag.
Il 30 gennaio 1933 Adolf Hitler fu nominato cancelliere del Reich. Pochi mesi dopo, in aprile, Hitler inviò il proprio vice cancelliere Franz von Papen, un nobiluomo cattolico, a Roma per offrire negoziati per il Reichskonkordat. Il concordato fu finalmente firmato da Pacelli per il Vaticano e da Franz von Papen per la Germania il 20 luglio, a Roma. Per l'occasione Pio XI conferì a von Papen l'onorificenza pontificia della Gran Croce dell'Ordine Piano, riservata ai ministri in visita di Stato.
Il Reichskonkordat fu ratificato il 10 settembre 1933. Nel concordato, la Germania raggiungeva una proscrizione completa da tutte le interferenze clericali in campo politico (articoli 16 e 32). Esso inoltre assicurava la lealtà dei vescovi allo Stato attraverso un giuramento e richiedeva che tutti i preti fossero tedeschi e soggetti ai superiori tedeschi. Restrizioni furono anche poste alle organizzazioni cattoliche. Appena prima della firma del Reichskonkordat la Germania aveva firmato accordi simili con le maggiori confessioni protestanti tedesche.
Secondo il cardinale Pacelli la firma del Concordato non implicava un riconoscimento dell'ideologia nazionalsocialista di per sé da parte della curia. Era invece una tradizione della Santa Sede quella di trattare con tutti i partner possibili - ovvero anche con sistemi totalitari - per tutelare la Chiesa e garantire l'assistenza spirituale. Il regime nazista non aveva esitato, nelle settimane precedenti alla stipula del concordato, a fare pressioni alla Santa Sede con azioni di forza: in soli venti giorni furono messi in carcere 92 sacerdoti, furono chiusi nove giornali cattolici e furono perquisite decine di circoli cattolici. Lo stesso Pacelli avrebbe dichiarato di aver dovuto trattare come se "una pistola li fosse puntata alla testa".

## Termini e violazioni
I principali punti del concordato sono:
- Il diritto di libertà della religione cattolica romana (art. 1).
- I concordati di stato con Baviera, Prussia e Baden rimangono validi (art. 2).
- Libera corrispondenza tra la Santa Sede e i cattolici tedeschi (art. 4).
- Il diritto per la Chiesa di riscuotere la tassa ecclesiastica (art. 13).
- Il giuramento di lealtà dei vescovi[6] (art. 16).
- L'insegnamento della religione cattolica nelle scuole (art. 21): gli insegnanti di religione cattolica possono essere assunti solo tramite l'approvazione del vescovo (art. 22).
- Protezione delle organizzazioni cattoliche e libertà di pratica religiosa (art. 31).
- I chierici non possono essere membri di partiti (art. 32).

Quando il governo nazista violò il concordato (in particolare l'articolo 31), vescovi e papato protestarono contro queste violazioni. Le proteste culminarono nell'enciclica di papa Pio XI Mit brennender Sorge del 1937.